# Bryan Larkin
Pour les articles homonymes, voir Larkin.
Bryan Larkin est un acteur, producteur, réalisateur, scénariste, monteur et directeur de la photographie britannique né le 7 août 1973 à Glasgow (Royaume-Uni).

## Filmographie

### comme acteur
- 1999 : The Debt Collector : Bar Patron
- 2002 : Just Around the Corner : Gareth
- 2003 : Reflections of a Life : Alan
- 2003 : Room for the Night : Ponce
- 2003 : Solid Air : Niall
- 2005 : Miracle of Silence : Palsy Man in Cafe
- 2006 : As Far as You've Come : Billy
- 2017 : Chasing the Dragon  : Ernest Hunter

### comme producteur
- 2003 : Reflections of a Life

### comme réalisateur
- 2003 : Reflections of a Life
- 2005 : Miracle of Silence

### comme scénariste
- 2003 : Reflections of a Life
- 2005 : Miracle of Silence

### comme monteur
- 2003 : Reflections of a Life
- 2005 : Miracle of Silence

### comme directeur de la photographie
- 2003 : Reflections of a Life